# Art McDonald
Pour le physicien canadien appelé aussi Art McDonald, voir Arthur B. McDonald.
Pour les articles homonymes, voir McDonald.
Art McDonald (né en 1967) est un militaire canadien, qui est amiral en 2021. 
Remplaçant de Jonathan Vance en tant que Chef d'État-Major de la Défense, il occupe ce poste du 14 janvier 2021 au 24 février 2021. Macdonald a préféré quitter temporairement à la suite d'allégations d'inconduites sexuelles,,,. Le 8 août 2021, faute de preuve, la police militaire canadienne met fin à son enquête.

## Biographie
En 2021, le Comité de la défense des Communes enquête « sur la gestion par le gouvernement des plaintes » contre lui et Jonathan Vance.
En octobre 2021, la police militaire des Forces armées du Canada indique que « Les allégations d’inconduite sexuelle contre l’amiral McDonald n’ont pas mené au dépôt d’accusations en raison de preuves insuffisantes ». Elle affirme que l'arrêt des procédures ne signifie pas l'allégation était infondée.